# Xiphidiola hokei
Xiphidiola hokei är en insektsart som beskrevs av Naskrecki 2008. Xiphidiola hokei ingår i släktet Xiphidiola och familjen vårtbitare. Inga underarter finns listade i Catalogue of Life.